# Depósito Geral de Material da Força Aérea
O Depósito Geral de Material da Força Aérea (DGMFA) é uma unidade da Força Aérea Portuguesa, localizada no Complexo Militar de Alverca.

## Instalações
As suas instalações, à semelhança de outras instalações militares portuguesas, são compostas por várias edificações, incluindo:
- 1 Polo do Museu do Ar;
- Edifícios de alojamento;
- 8 armazéns;
- 1 Pista de pouso e aterragem;
- Parada;
- Pista de obstáculos e treino;
- Campo de ténis;
- Campo de futsal;
- Posto de abastecimento.

## Competências
A responsabilidade desta unidade consiste em:
- Receber, armazenar e distribuir o material da Força Aérea Portuguesa sujeito a gestão centralizada;[3]
- Efetuar manutenção, inspeção ou abate de equipamento militar;
- Realizar relatórios acerca do estado do material armazenado para o Comando da Logística da Força Aérea.

## Armazenagem e abate
Muitas das aeronaves e equipamentos militares da Força Aérea Portuguesa, após a sua vida útil, ficam armazenados no Depósito Geral de Material da Força Aérea até ser decidido o seu futuro, podendo ser decidida a sua reativação ou desmanche para posterior reciclagem. Alguns exemplos de equipamentos que foram desmanchadas no DGMFA são as aeronaves Vought A-7 Corsair II, Dassault-Dornier Alpha-Jet; CASA C-212 Aviocar, Fiat G.91, Reims-Cessna FBT-337, Cessna T-37C e os 28 blindados DAF YP-408 que serviram a FAP.

Também se encontram armazenados os 8 helicópteros Aérospatiale SA-330 Puma colocados à venda pelo Ministério da Defesa Nacional em 2015.